# Nana Bediako
Nana Darteh Bediako (* 25. August 1977 in Berekum) ist ein ehemaliger ghanaisch-deutscher Fußballspieler.

## Karriere
Bediako begann seine Karriere in Hamburg beim SC Vorwärts-Wacker 04 und wechselte in der Saison 1998/99 zum FC 08 Neureut. Nach einem Jahr wechselte er in die zweite Mannschaft des FSV Mainz 05. Nach fünf Jahren, im Jahr 2005, wechselte er in den Profikader von Mainz. Dort absolvierte er sechs Spiele in der zweiten Bundesliga und drei Spiele im DFB-Pokal. Zur Saison 2005/06 wechselte er zum FC Nöttingen mit einem Marktwert von 150.000 Euro. In Nöttingen blieb er für sechs Jahre. Zur Saison 2011/12 wechselte er zum TSV Pfaffenrot, wo er seine Karriere beendete.
Heute hilft Bediako westafrikanischen Fußballspielern, eine Karriere in Europa zu starten. Er lebt mit seiner Familie in Remchingen. Sein Sohn Henrik Bediako spielt ebenfalls beim FC Nöttingen.

## Position
Bediako ist ein Mittelstürmer. Sein rechter Fuß ist stärker.

## Statistiken
| Wettbewerb       | Spiele | Tore | Spielzeit |
| ---------------- | ------ | ---- | --------- |
| Gesamt           | 281    | 75   | 18.382    |
| Oberliga Südwest | 86     | 39   | 6.111     |
| Oberliga Ba-Wü   | 134    | 32   | 9101      |
| Regionalliga Süd | 52     | 4    | 2.827     |
| 2. Bundesliga    | 6      | -    | 81        |
| DFB-Pokal        | 3      | -    | 262       |